# 長浜港 (滋賀県)
長浜港（ながはまこう）は、滋賀県長浜市の地方港湾。港湾管理者は滋賀県。琵琶湖の湖岸に設けられた琵琶湖北部の漁業と湖上交通の拠点港である。

## 沿革
2015年度の発着数は2,182隻（296,714総トン）、利用客数は197,500人（乗込人員96,100人、上陸人員101,400人）である。
- 1882年（明治15年） - 長浜を大津を結ぶ鉄道連絡船の港として長浜駅に隣接する長浜城の堀端に開港[3]。
- 1952年（昭和27年） - 地方港湾に指定される。
- 1963年（昭和38年）7月 - 船舶の大型化に対応するため、長浜駅から徒歩10分の現在地に移転。公園、ホテル、ヨットハーバーと一体で整備された。

## 定期航路
竹生島への航路が就航しており、同島で乗り継ぐことで今津港（高島市）へ向かうことも可能である（※「長浜港 - 竹生島 - 今津港」を横断する航路もある）。
また、大津港（大津市）を起点に琵琶湖を周遊する「ぐるっとびわ湖島めぐり」（長浜盆梅展開催中は「冬のびわこ縦走 雪見船」）が季節運航で就航する（※詳細は、琵琶湖汽船#航路を参照）。

## 施設
- 長浜港ヨットハーバー

## 周辺
- 豊公園 - 港の周囲に広がる都市公園。野外ステージ、テニスコート、市民プールがある。
- 成田美術館
- 長浜城
- 慶雲館 - 庭園は国の名勝となっている。
- 長浜鉄道スクエア
- 長浜文化芸術会館
- グランドメルキュール琵琶湖リゾート＆スパ
- 北ビワコホテル グラツィエ

## 催事
- 長浜・北びわ湖大花火大会 - 毎年8月に開催。同大会は「全国で見ておきたい花火ベスト20」に選定されている[4]。

## 所在地・交通
- 所在地 - 滋賀県長浜市港町
- 交通 - JR西日本琵琶湖線（北陸本線） 長浜駅より徒歩10分[5]。